# Zaza-Sprachinstitut
Das Zaza-Sprachinstitut, offiziell Verein zur Förderung der Zaza-Sprache – Enstitüyê Zazaki e. V., ist ein Sprachverein zur Förderung der im Osten Anatoliens beheimateten Zaza-Sprache.
Der Verein wurde im Oktober 2004 von Sprachforschern, Intellektuellen, Schriftstellern und Künstlern in Frankfurt am Main ins Leben gerufen. Zu den Gründern zählen Jost Gippert, Agnes Korn, C.M. Jacobson, M. Sandonato, X. Çelker, Hawar Tornêcengi, Hesen Usên Bor, Cemal Taş, Memed Ali (ZeleMele), H. Cansa, und Mesut Keskin.

## Ziele
Zu den Zielen zählen neben anderen die Standardisierung der Schriftsprache, das Verfassen von Kinder- und Schulbüchern und die Unterstützung von Autoren, deren Bücher anspruchsvolle Themen behandeln. Ebenso aktiv ist das Institut in der Förderung von Sprachkursen für Anfänger und Fortgeschrittene.